# Colquemarca (distrito)
O distrito peruano de Colquemarca é um dos oito distritos da Província de Chumbivilcas, pertencente ao Departamento de Cusco, Peru.

## Transporte
O distrito de Colquemarca é servido pela seguinte rodovia:
- CU-117, que liga o distrito à cidade de Velille
- CU-135, que liga o distrito à cidade de Chamaca
- CU-119, que liga o distrito de Santo Tomás à cidade de Paruro[1][2][3]